# Zoltán Böszörmény
Zoltán Böszörmény (ur. 5 stycznia 1893, zm. prawdopodobnie w maju 1945?) – węgierski działacz narodowosocjalistyczny, twórca Narodowosocjalistycznej Węgierskiej Partii Robotniczej, dziennikarz.
Do roku 1931 blisko współpracował z Gyulą Gömbösem, przyszłym premierem Węgier, kilkakrotnie spotkał się również z Adolfem Hitlerem, który przekonał go do przewagi narodowego socjalizmu nad innymi ideami. W 1931 Gömbös, bojąc się siły ruchu kierowanego przez Böszörménya, znacząco go osłabił, przyciągając wielu zwolenników jego zwolenników na swoją stronę.
W 1936, zainspirowany faszystowskim Marszem na Rzym przeprowadzonym przez Mussoliniego we Włoszech, Böszörmény zorganizował, 1 maja 1936 roku, podobne przedsięwzięcie, próba ta jednak zakończyła się niepowodzeniem. Osadzony w więzieniu, w 1938 zbiegł do Niemiec, gdzie przeżył praktycznie całą II wojnę światową. Na początku 1945 roku pragnął powrócić do ojczyzny jako członek Komunistycznej Partii Węgier, jednak nie uzyskał na to zgody przywódcy kraju, Mátyása Rákosiego. Dalsze losy Zoltána Böszörménya są nieznane – przypuszcza się, iż zginął w tym samym roku w Niemczech.